# Digital Photography Review
Digital Photography Review (creato nel novembre 1998 e conosciuto come  DPReview') è un sito web sulle fotocamere digitali e la fotografia digitale. Presenta analisi di fotocamere digitali, guide all'acquisto, opinioni degli utenti e forum molto attivi per ogni fotocamera, come per la fotografia in generale. Ha un grande database con informazioni su ciascuna fotocamera digitale. 
DPReview è uno dei 1.500 siti Web più visitati su Internet, secondo Alexa. Lo stesso media afferma che "attualmente, il sito è un - se non il - sito di fotografia digitale eccezionale con un pubblico di sette milioni di visitatori unici al mese che leggono più di cento milioni di pagine" .
DPReview.com chiuderà il 10 aprile 2023

## Proprietà
Il 14 maggio 2007, Amazon.com ha acquisito Digital Photography Review. In precedenza era stato registrato come società a responsabilità limitata in Inghilterra e Galles.